# Hans Wachtler
Hans Paul Wachtler (* 12. Februar 1872 in Berlin; † nach 1960) war ein deutscher Gymnasiallehrer und Altphilologe.

## Leben
Hans Wachtler besuchte das Köllnische Gymnasium in Berlin bis zum Abitur 1890 und studierte dann an der Universität Berlin, Geschichte, Altphilologie und Germanistik. Zeitweise war er auch Assistent von Ernst Curtius (1814–1896). Am 8. Juli 1896 wurde er promoviert, im Juli 1897 bestand er die Prüfung für Gymnasiallehrer. Anschließend leistete er bis 1898 sein Seminarjahr am Wilhelms-Gymnasium in Berlin ab. Zunächst Hilfslehrer am Friedrich-Wilhelms-Gymnasium in Berlin wurde er 1899 an die Ritterakademie in Brandenburg an der Havel versetzt. Dort wurde er am 1. April 1900 als Oberlehrer fest angestellt. Im Winterhalbjahr 1905/06 bereiste er mit einem Reisestipendium des Deutschen Archäologischen Instituts für Gymnasiallehrer Griechenland, Kleinasien und Ägypten und trat Ostern 1906 eine neue Stelle am Gymnasium Steglitz an. 1910 erhielt er den Professorentitel. Zum 1. April 1934 trat er in den Ruhestand. Später lebte er in Bad Homburg vor der Höhe.
Er war korrespondierendes Mitglied des Deutschen Archäologischen Instituts sowie der Archäologischen Gesellschaft zu Berlin.

## Veröffentlichungen
- De Alcmaeone Crotoniata. Leipzig, Teubner 1896 (Dissertation, Digitalisat).
- Schüleraufführungen am Ritterkollegium zu Brandenburg a. H. (1707–1774). In: Festschrift zur 200jährigen Jubelfeier der Ritterakademie auf dem Dome zu Brandenburg a. H. 1905. Brandenburg a. H. 1905, S. 93–135.
- Hellenische Reliefsarkophage. Ein Durchblick durch die Blütezeit der griechischen Kunst (Gymnasium zu Steglitz. Wissenschaftliche Beilage zum 23. Jahresbericht über das Schuljahr 1908/09). Leipzig, Teubner 1909 (Digitalisat).
- Die Blütezeit der griechischen Kunst im Spiegel der Reliefsarkophage. Eine Einführung in die griechische Plastik (= Aus Natur und Geisteswelt 272). Teubner, Leipzig 1910.
- Zu Heinrich von Kleists Gedächtnis. Rede, gehalten zur hundertsten Wiederkehr seines Todestages am 21. November 1911 (Gymnasium zu Steglitz. Wissenschaftliche Beilage zum 28. Jahresbericht über das Schuljahr 1913/14). Simion, Steglitz 1914 (Digitalisat).
- Der heilige Bezirk von Olympia. Nach den Schriftquellen dargestellt und archäologisch erläutert (= Griechisch-lateinische Lesehefte zur Kultur des Altertums 10). Diesterweg, Frankfurt am Main 1925.
- Die römischen Kaiserfora. In: Neue Jahrbücher für Wissenschaft und Jugendbildung 1, 1925, S. 108ff.
- Der Zeus des Pheidias zu Olympia. In: Neue Jahrbücher für Wissenschaft und Jugendbildung 1, 1925, S. 453–460.
- Literarische Quellen zu römischen Thermen, In: Daniel Krencker u. a.: Die Trierer Kaiserthermen. Abteilung I. Ausgrabungsbericht und grundsätzliche Untersuchungen römischer Thermen (= Trierer Grabungen und Forschungen Bd. 1). Dr. Benno Filser Verlag, Augsburg 1929, S. 320–337
- (Hrsg.): Menander: Epitreptones (= Eclogae Graecolatinae 62). Teubner, Leipzig/Berlin 1931.
- Das Luftbild im Dienste der Altertumswissenschaft. In: Neue Jahrbücher für Antike und deutsche Bildung 5, 1942, S. 161–174.
- Die Ursachen des jähen Zusammenbruchs Preußens im Jahre 1806. In: Wehrwissenschaftliche Rundschau 8, 1958, S. 571–579.
- Die römischen Kaiserfora. In: Der Altsprachliche Unterricht 4, 4, 1961, S. 75–81.